# 陈佳贵
陈佳贵（1944年10月—2013年2月2日），四川岳池人，汉族，中华人民共和国经济学家，第十届全国人民代表大会、第十一届全国人民代表大会常务委员会委员。
毕业于中国社会科学院企业管理专业，是中国共产党党员。2008年，担任全国人大常委会委员、全国人大财政经济委员会委员。